# أفياء سولاوي
أفياء سولاوي أو النسر الصقري السولاوي (الاسم العلمي Nisaetus lanceolatus)، كان يُصنف في السابق ضمن طيور جنس العقبان البازية النمطية (Spizaetus)
. طائر متوسط القد من جنس أفياء وفصيلة البازية. طوله نحو 64 سم. موطنه جزر سولا الإندونيسية. موائله الطبيعية الغابات المطيرة.